# The House of Temperley
The House of Temperley er en britisk stumfilm fra 1913 af Harold M. Shaw.

## Medvirkende
- Charles Maude - Jack Temperley
- Ben Webster - Sir Charles Temperley
- Lillian Logan - Ethel Morley
- Charles Rock - Sir John Hawker
- Edward O'Neill - Jakes